# Sac de Gênes

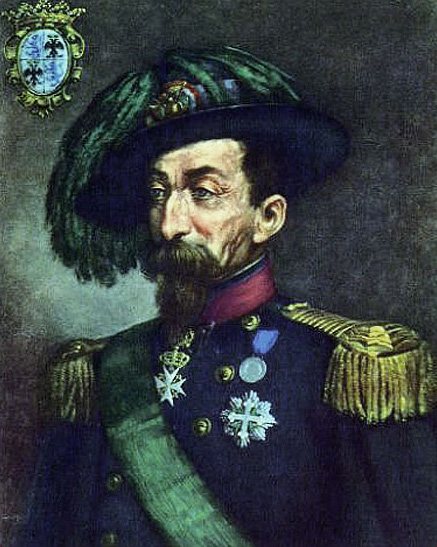
Alessandro la Marmora

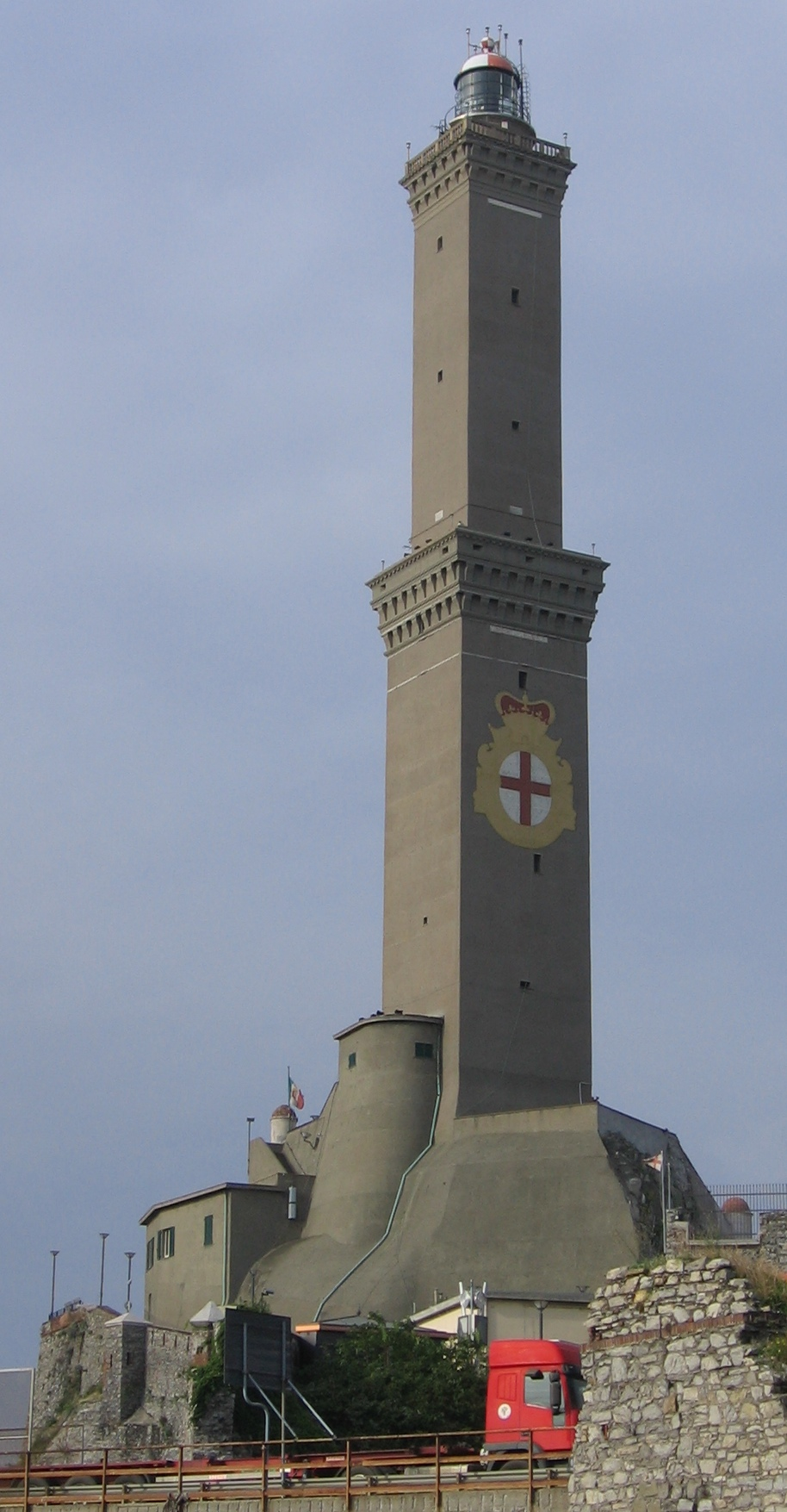
La Lanterna

Le sac de Gênes est un épisode historique qui se déroule entre le jeudi 5 avril 1849 et le mercredi 11 avril 1849, ayant comme protagonistes le géologue et homme politique italien Lorenzo Pareto, commandant de la « Guardia Civica » et Alessandro De Stefanis (it), étudiant universitaire et militaire à Custoza, qui participent à la vaine défense de la ville .

## Histoire
L'armistice signé le 25 mars 1849 à Vignale, un quartier de Novare, par Victor-Emmanuel II de Savoie, ayant succédé à son père Charles-Albert de Sardaigne, après la défaite de ce dernier à Novare, avec le général autrichien Joseph Radetzky, provoqua un fort mécontentement populaire à Gênes qui se transforma en révolte.
Le soulèvement populaire eut comme conséquence la restauration d'un gouvernement autonome dans l'ancienne « République de Gênes » et le général Alfonso La Marmora à la tête d'un contingent de bersagliers fut dépêché sur place afin de mâter la rébellion.
Après quelques jours de violents affrontements, le 5 avril la ville fut bombardée sans interruption, pendant trente six heures. Sans préavis, le vaisseau britannique HMS Vengeance (un 84-canons), commandé par Lord Hardwicke, intervint en faveur des Piémontais en bombardant la ville. Les soldats britanniques s'emparèrent de la batterie du port et de là continuèrent le bombardement.
Le général la Marmora, arrivé à la Lanterna, symbole citadin, fit semblant de vouloir parlementer avec les assiégés et attaqua sans préavis les défenseurs en s'emparant de la position ainsi que la Villa del Principe et après une nuit de résistance acharnée, les défenseurs de Villa Bonino durent céder devant deux cents bersagliers.
La bataille vit aussi la participation d'un brigantin américain en faveur des assiégés ainsi que le comportement héroïque d'Alessandro De Stefanis qui fut blessé dans la tentative de reprendre Forte Begato. Bien que caché dans un édifice, il fut rejoint par un groupe de bersagliers qui le malmenèrent de telle manière qu'il mourut après vingt huit jours d'agonie.
Les Génois attendaient l'arrivée de la Divisione Lombarda, composée de volontaires qui aurait pu modifier le cours des évènements. La division commandée par le général Manfredo Fanti, malgré la volonté de ses soldats de venir en aide aux insurgés, fit en sorte de ne pas leur porter secours.
De nombreuses exactions furent commises : pendant le bombardement du 5 avril, les troupes piémontaises prirent pour cible les édifices civils ainsi que l'hôpital Pammatton, aujourd'hui appelé Piccapietra, en tirant à rafales depuis les batteries de San Benigno ; les Britanniques, de leur côté, continuèrent le bombardement, en particulier depuis la zone de San Teodoro. 
Les Génois résistèrent jusqu'au 11 avril, faisant face à une troupe estimée entre 25 000 et 30 000 hommes.
Pendant cette période les assaillants malmenèrent la population civile en violant des femmes, tuant des pères de famille et toute personne voulant s'opposer aux viols. Les soldats tiraient à l'aveugle en se comportant comme des prédateurs.
Même les lieux sacrés furent profanés, les argenteries volées. Les prisonniers furent exécutés ou enfermés dans des cellules exigües privés d'eau et de nourriture.
Par la suite, en mémoire de ce triste fait, les Génois n'étaient pas tenus de faire leur service militaire dans l'arme des bersagliers, à moins qu'ils n'en fassent expressément la demande.